# فابیو فوگلیا
فابیو فوگلیا (انگلیسی: Fabio Foglia؛ زادهٔ ۵ ژوئن ۱۹۸۹) بازیکن فوتبال است.
از باشگاه‌هایی که در آن بازی کرده‌است می‌توان به باشگاه فوتبال اتلتیکو آرتزو اشاره کرد.